# Friedrich Praetorius
Friedrich Praetorius (* 1996 in Wittenberg) ist ein deutscher Dirigent und seit der Spielzeit 2023/2024 Kapellmeister am Theater Chemnitz.

## Biografie
Friedrich Praetorius war Mitglied des Thomanerchores zu Leipzig und erhielt dort seine erste musikalische Ausbildung. Neben Gesang und Instrumentalunterricht (Cello) bekam er dort auch Dirigierunterricht. 2015 begann er sein Bachelorstudium Orchesterdirigieren an der Hochschule für Musik Franz Liszt Weimar bei Nicolás Pasquet, Gunter Kahlert und Ekhart Wycik, das er 2021 abschloss. Anschließend setzte er in Weimar sein Masterstudium in Orchesterdirigieren fort. 2018/2019 studierte er im Rahmen des Erasmus-Förderprogrammes am Conservatorio di Milano Giuseppe Verdi bei Daniele Agiman, wo er innerhalb einer Hochschulproduktion von Mozarts Don Giovanni assistierte. Seit 2021 ist Praetorius Stipendiat des Dirigentenforums des Deutschen Musikrats.
Eine Zusammenarbeit erfolgte bisher mit dem MDR-Sinfonieorchester, der Staatskapelle Weimar, der Jenaer Philharmonie, den Stuttgarter Philharmonikern, dem Orchestra Sinfonica di Milano Giuseppe Verdi der Oper Leipzig, dem Meininger Staatstheater und dem Landesjugendsinfonieorchester Hessen.
Praetorius ist seit 2017 Chefdirigent des Wendland-Sinfonieorchesters und gründete die Junge Mitteldeutsche Kammeroper e. V., bei der er ebenfalls als künstlerischer Leiter fungiert. 2022/2023 wirkte er als Zweiter Kapellmeister am Nationaltheater Weimar. 2022 wurde er zum Künstlerischen Leiter des Festivals SommerMusikAkademie Schloss Hundisburg ernannt. Ab Spielzeit 2023/2024 ist er Kapellmeister am Theater Chemnitz. Ab der Spielzeit 2024/2025 soll er die Position als Kapellmeister und Assistent des Generalmusikdirektors an der Deutschen Oper Berlin übernehmen.

## Auszeichnungen
- 1. Preisträger des 11. Dirigierwettbewerb der Mitteldeutschen Musikhochschulen
- 1. Preisträger des internationalen Dirigierwettbewerbs an der Universität Almería, Spanien
- Semifinalist beim Siemens Conductors Scholarship für die Karajan-Akademie der Berliner Philharmoniker
- 1. Preisträger des 10. Dirigierwettbewerbes für Operndirigenten Orvieto
- 2. Preisträger beim Campus Dirigieren 2022

Quelle: